# Brotschrank
Ein Brotschrank (auch Brodschrank, Brodköthe, Brotspind, Brotschapp) ist ein Küchenmöbel des 18. bis 20. Jahrhunderts, wobei die ersten deutlich früher entstanden. Aus dem Raum nördlich des Wiehengebirges sind zwei Brotschränke mit übereinanderliegenden Türen aus der Zeit um 1400 bekannt.

## Beschaffenheit und Funktion
Brotschränke dienten zur Aufbewahrung von Brot, das im ländlichen Raum meist nur einmal wöchentlich gebacken wurde. Es handelt sich dabei um Schränke, die mit großen Fächern beziehungsweise Schubladen und Türen unterteilt sind. Zur fachgerechten Lagerung des Brotes sind in den Türen mit durchlöcherten Blechen und Gittern abgedeckte Luftlöcher eingebaut. Schon früh wurde der Brotschrank aber auch zur Lagerung anderer Lebensmittel oder Gegenständen des täglichen Bedarfs genutzt. 

## Redensarten
Mehrere deutschsprachige Redensarten befassen sich mit dem Brotschrank. Dazu zählt "Er ist zwischen dem Brotschrank und der Molkenkammer groß geworden." was oft für beleibte Menschen verwendet wurde und der Spruch "Man soll über seinen Brotschrank hinausdenken." will besagen, dass es noch andere Dinge gibt, als nur an sein leibliches Wohl zu denken.